# Флертовање
Флерт или флертовање дефинише се као људска активност при којој особа кокетира, односно удвара се другој особи без озбиљне намере. Реч „флерт“ потиче из енглеског језика, док је у српском заступљен и појам очијукање. Ипак, флерт се може и шире дефинисати.

## Циљ флерта
Флертовање је много више од обичне забаве. Најчешће има за циљ приближавање партнеру, али се у данашње време користи и у неке друге сврхе, рецимо за придобијање боље и брже услуге у ресторану, продавницама, бољег положаја код колега и претпостављених и сл. У том случају има призвук манипулативног и најчешће наученог понашања, што се за контакт са потенцијалним партнером углавном не може рећи. То потврђују бројна истраживања научника о понашању партнера током флертовања, при чему је утврђено да постоји читав низ покрета који су слични у свим културама (уз сличност са понашањем у животињском свету) и изгледа имају исходиште у дубоко усађеним, филогенетски наслеђеним, нагонским записима. Када се некој особи допадне друга, јављају се одређене појаве које су ван контроле те особе и самим тим немогуће их је употребити у манипулативне сврхе. 
У принципу, флертовање као специфичан вид комуникације између мушкарца и жене има циљ да намами супротни пол. У западноевропској цивилизацији флерт није на великој цени. Особама које упадљиво и наметљиво упражњавају ову врсту „љубавног спорта“ обично се приписује жеља да јефтиним триковима дођу до сексуалног „плена“. Научници који су истраживали механизме сексуалне привлачности између мушкарца и жене не мисле тако. Флерт је, кажу научници, урођена људска особина подједнако својствена и мушкарцима и женама. Свака особа, наглашено или префињено, свесно или несвесно, флертује у присуству потенцијалног сексуалног партнера. Ретке су особе које тврде да су ослобођене флерта и оне тада или нису свесне таквог понашања или болују од озбиљних дефеката социјалне комуникације. Флертовање је најуспешнији начин да се пронађе сексуални партнер, осигура пород и продуже сопствени гени. Флерт као универзална појава у животињском и људском свету, утиче да живот постоји. Исти фиксирани, ритуализовани начин флертују и особе из култура које не знају за писмо до високо софистицираних интелектуалаца из академије наука. Неки примери из царства животиња су мачори који се костреше, голубови се шепуре, жабе и змије „напумпавају“, гориле исправљају и истурају груди. И код мушкараца је уочено флертовање еволуционо наслеђено као вид завођења животињских предака; истурање груди мушкарца је универзални манир флертовања „јачег пола“. Скривене поруке које се упућују супротном полу односе се на доминацију, заштиту и моћ. Постоје и особе које флертују зарад сопственог ега. Према неким мишљењима, бити у емотивној вези са особом која флертује са својом околином, може да буде „исцрпљујуће“. Када је жена та која флертује, савети за њеног мушкарца су да не буде љубоморан, јер ипак је он тај који је са њом у вези (док су остали мушкарци „насамарени“), а и на неки начин њено понашање јесте терапија за лечење недостатка самопоуздања. Ипак, то је тек краткорочно решење за њу.

## Физиологија флерта
Најраширенији и можда најефикаснији вид флертовања је контакт „очи у очи“. И мушкарци и жене, у културама у којима је то допуштено, показују сексуални интерес, учестало, у ритму од две до три секунде, измењујући брзе погледе. Затим се поглед управља у страну, да би се фасцинација флертовања наставила. Поглед се много дуже задржава на партнеру него што је то уобичајено. Научници верују да поглед буди примитивне делове мозга које производе базичне емоције које резултују нападом или бекством из ситуације. Сасвим друге поруке носи упоран фиксирајући поглед у особу супротног пола. С обзиром на то да означава јасан сигнал доминације и агресије, код друге особе производи невољност, страх и евентуално бесмислене радње попут чупкања косе, поправљања фризуре, закопчавања закопчаних дугмади што научници називају „заменом гестовне активности“. Приликом размене погледа зенице се широко отворе, а сузне жлезде почињу да луче додатне количине суза, што даје очима посебан сјај и изглед. Такође, долази до појачаног дотока крви у усне, те оне постају благо увећане и руменије. Сматра се да је ова чињеница била инспирација изумитељима кармина, који је направљен пре више од 1.000 година, како би имитирали наведену појаву. Током флертовања се може уочити и повећан тонус мишића, грудни кош се шири, стомак увлачи, чак и боре испод очију постају мање.

## Историјат флерта
И поред строгих кодекса понашања током викторијанског доба, оно што је ипак било дозвољено у социјалним контактима је био флерт. Флерт се одигравао на веома суптилан начин и уз помоћ додатних елемената попут лепезе, сунцобрана, рукавица. Зависно од њиховог положаја, џентлмени су примали невербалне поруке заинтересованости или незаинтересованости даме. Рецимо, ако дама споро замахује лепезом значи да је заузета или удата, док је брзо замахивање значило да је слободна. Лепеза у десној руци постављена испред лица је значила позив да се дама следи. Ако је желела да пошаље поруку љубави широко би отворила лепезу, а потражила би пољубац отварањем и затварањем лепезе. Лепеза прислоњена на десни образ значила је „да“, а на леви „не“.
Данас је удварање прилично другачије, отвореније и социјално прихватљивије. Свакако и данас постоје разлике у ставовима нарочито међу пуританским културама попут оне у Уједињеном Краљевству или Северној Америци, где се флерт доживљава са негативним предзнаком.

## Начини комуникације
Резултати истраживања показују да већина мушкараца сматра да је уметност флертовања у налажењу и избору правих речи и фраза које се упуте партнерки. Са друге стране, врло је добро познато да се комуникација са другим особама остварује на два нивоа. Оно што се жели да се пренесе другима може се исказати речима (вербална комуникација), као и путем „говора тела“, односно држањем, покретима, мимиком, начином на који се нешто исказује (невербална комуникација). Утврђено је и да, док људи комуницирају, само 7% информација се „шаље“ вербалним путем, односно садржајем говора. Осталих 93% потиче од невербалне комуникације и то 55% од телесне експресије или „говора тела“ и 38% од стила говора. Иста реченица нема исти смисао уколико је изговорена кроз осмех или са намрштеним изразом лица. И код флерта „говор тела“ има огромну улогу и изгледа да мушкарци и жене немају подједнаке „знаке“ које користе током флерта. Када угледају за њих привлачну жену, мушкарци почињу да се понашају другачије - дотерују фризуру, поправљају кравату или крагну, откопчавају или закопчавају јакну. Нешто агресивнијим наступом се сматра када закаче палац за појас или каиш, окрену се телом према партнерки и приближе корак напред. Поглед задрже на партнерки нешто дуже него обично. Алтернативни положај је када се подбоче, стављајући једну или обе руке на бокове. Ако седе или су прислоњени уз зид, најчешће се примећује како благо исправе или рашире ноге. Са друге стране, када жене угледају за њих привлачну особу најчешће почињу да забацују косу и то са једне стране на другу, преко рамена или је удаљују од лица. Сматра се да оригинални импулс потиче из потребе да открију очи, мада се овај гест може видети и код особа са кратком косом. Поглед је углавном са полузатвореним очима, који је довољно дуг да га мушкарац примети, али и довољно кратак да оставља утисак „вирења“ (што даје посебну драж). Поједина истраживања говоре да посебно јак сигнал за мушкарце представља поглед жене преко рамена. Такође, први корак може бити осмех који жена упућује удварачу. Убрзо после тога подижући обрве неколико пута у брзом маниру, широко раширених очију, упућује му неколико погледа. Несвесна игра кокетирања се затим наставља на начин да жена повремено покрива лице рукама, нервозно се кикоће сакривајући главу иза сопствене шаке. Када се погледи сусретну, ако је заинтересована за мушкарца жена обично спусти стидљиво поглед и усмери га у страну. Уколико, међутим, након сусрета погледа само скрене поглед и настави живо да гледа по гомили, знак је да је њена заинтересованост за дотичног партнера веома мала. У репертоару жене се често могу наћи и грицкање усне и дискретно облизивање. Прекрштене ноге и усмерене ка одређеној особи такође показују заинтересованост. Постоје и знаци који говоре супротно. Рецимо, избегавање погледа, прекрштене руке, руке у џеповима, намрштено лице, зевање, тело окренуто у страну, чишћење ноктију — би били примери понашања које „говори“ да особа није заинтересована. Постоји културално веровање или мит да је мушкарац скоро увек тај који је иницијатор првог контакта. Међутим, према неким ауторима, жена је та која повлачи први потез. Додуше, на почетку шаље веома суптилне сигнале, који се не могу одмах протумачити као заинтересованост. Тек након што мушкарац започне игру завођења, примењује отвореније и јасније сигнале флертовања. С обзиром да се људи прибојавају одбацивања, неће направити корак ка другој особи ако им она не пошаље исправне сигнале. Доказано је да и најатрактивнија жена која не флертује, неће имати шансе код мушкараца, поред оне која навелико флертује. Мушкарци јој неће прићи јер процењују да није потенцијално заинтересована за њих. То показује да сврха флертовања није лично доказивање и импресионирање других, већ показивање да су те особе занимљиве.

## Флерт као забава
Неке особе уживају у флерту, али без неке веће емотивне уплетености. У великом броју случајева флертује онај пар људи који се допадају једно другоме и најчешће њихов флерт води у неку врсту везе. Међутим, некима је флерт само игра, у којој иако уживају, не желе да „иду даље“. Разлог за то би могао да буде да тај неко није заинтересован за везу или се боји везе у којој човек може бити и повређен. Флерт је тада потврда да се допада другима, да изазива интересовање. Флерт никога ни на шта не обавезује, нити је гаранција за било шта — осим међусобног допадања. Проблем настаје уколико друга страна жели да успостави неки озбиљнији однос. У том случају нема доброг решења, јер је тешко остварити везу са особом која то не жели. Обично се ситуација временом разреши сама од себе, јер ће у неком тренутку тој особи да досади однос у коме постоји само флерт и окренуће се некој другој особи. Флерт може лепо и да забави и да поправи расположење. С обзиром да се за флерт, без обзира на почетне намере, никада не може са сигурношћу рећи докле ће одвести, може се схватити као неизвестан и узбудљив. Према неким мишљењима, посебно освежавајуће може да делује на оне људе који се нелагодно осећају у групи људи (на некој журци, рецимо), који се труде да буду „невидљиви“ и који чекају да прође неко пристојно време за одлазак кући. Могуће је да ће се таква особа управо осећати као „губитник“ који никога не занима, осим уколико не флертује. Такође, у непознатом окружењу, уз флерт, време брже и пролази. Савети за такве особе су да пронађу неку занимљиву особу и да не одустају уколико прва којој су пришли није заинтересована за ту врсту комуникације и да се усредсреде на њу, а не на сопствена лоша осећања.

## Несвесни флерт
Иако је флерт за многе забаван, али и могућност да се заснује веза између особа које се међусобно привлаче, он може да има и нежељене последице које могу да створе много проблема и непријатних ситуација. То се посебно дешава оним особама које нису свесне да уопште флертују. То је последица и тога што у разним срединама иста врста понашања неће бити схваћена на исти начин — и то не само у различитим културама, већ и у оквирима једне те исте. Наиме, различити људи различито доживљавају понашање исте особе. При томе, непријатне ситуације могу бити различите; почевши од тога да друга особа погрешно схвати сигнале, те почне да се удвара, иако особа која несвесно флертује није заинтересована, па до тога да се изазову непријатна осећања код те друге особе или чак агресија код партнера те особе. Уколико нека особа несвесно флертује, то ће бити видљиво према реакцијама из њене околине. На то утиче начин како је нешто речено (без обзира о чему се прича), говор тела и начин облачења. Према неким мишљењима, таква особа не види себе онако како је виде други и због тога није свесна свог понашања. Савет за такву особу би био да искрено затражи сугестије људи у вези са својим наступом и да не иде ни у једну крајност што се тиче конверзације и начина одевања.